# 1352 Wawel
1352 Wawel је астероид главног астероидног појаса са пречником од приближно 20,8 .
Афел астероида је на удаљености од 2,959 астрономских јединица (АЈ) од Сунца, а перихел на 2,596 АЈ.
Ексцентрицитет орбите износи 0,065, инклинација (нагиб) орбите у односу на раван еклиптике 3,758 степени, а орбитални период износи 1691,383 дана (4,630 године).
Апсолутна магнитуда астероида је 11,1 а геометријски албедо 0,149.
Астероид је откривен 3. фебруара 1935. године.